# 몬테크리스토: 더 뮤지컬 라이브
몬테크리스트: 더 뮤지컬 라이브는 2021년 3월 19일에 개봉된 뮤지컬 실황 영화이다.

## 줄거리
아름다운 연인 메르세데스와 결혼을 앞둔 에드몬드 단테스의 장밋빛 미래는 하루아침에 악몽이 되어버렸다. 배신과 탐욕, 위선으로 비롯된 모함은 촉망받던 젊은 선원 에드몬드 단테스의 미래를 송두리째 앗아가고, 악명 높은 샤토 디프 섬의 감옥에 갇혀 장장 14년의 지옥 같은 세월을 보내게 한다. 그 후 몬테크리스토 백작으로 신분을 바꾸고 복수를 시작하는 내용이다.

## 출연
- 카이 - 에드몬드 단테스/몬테크리스토 백작 역
- 린아 - 메르세데스 역
- 김준현 - 몬데고 역
- 이종문 - 파리아 신부 역
- 최성원 - 비포트 역
- 이상준 - 당글라스 역
- 김영주 - 루이자 역
- 신재범 - 알버트 역
- 최지혜 - 발렌타인 역

## 제작진
- 오윤동 - 감독
- 잭 머피 - 각본